# Lijst van rijksmonumenten in Zuidplas
De gemeente Zuidplas telt 59 inschrijvingen in het rijksmonumentenregister. Hieronder een overzicht. 

## Moerkapelle
De plaats Moerkapelle telt 4 inschrijvingen in het rijksmonumentenregister.
| Object                                                             | Oorspronkelijke functie?  | Bouwjaar                | Architect | Locatie        | Coördinaten?                 | Nr.?   | Afbeelding        |
| ------------------------------------------------------------------ | ------------------------- | ----------------------- | --------- | -------------- | ---------------------------- | ------ | ----------------- |
| Nederlands Hervormde Kerk. Bakstenen zaalkerk met rondboogvensters | Kerk en kerkonderdeel     | 1662                    |           | Dorpsstraat 15 | 52° 2' 39" NB, 4° 34' 34" OL | 29950  | Meer afbeeldingen |
| "Stolpenburg"                                                      | Boerderij                 | waarschijnlijk 18e eeuw |           | herenweg 33    | 52° 3' 25" NB, 4° 34' 38" OL | 29951  | Meer afbeeldingen |
| Molen de Oorsprong                                                 | Industrie- en poldermolen | 1623                    |           | Rottedijk 14   | 52° 2' 56" NB, 4° 33' 48" OL | 527525 | Meer afbeeldingen |
| Aalsmeerse molen                                                   | Industrie- en poldermolen | ca. 1650, wellicht 1653 |           | Rottedijk 16   | 52° 2' 57" NB, 4° 33' 49" OL | 527526 | Meer afbeeldingen |

## Moordrecht
De plaats Moordrecht telt 24 inschrijvingen in het rijksmonumentenregister. Zie Lijst van rijksmonumenten in Moordrecht voor een overzicht.

## Nieuwerkerk aan den IJssel
De plaats Nieuwerkerk aan den IJssel telt 14 inschrijvingen in het rijksmonumentenregister. Zie Lijst van rijksmonumenten in Nieuwerkerk aan den IJssel voor een overzicht.

## Zevenhuizen
De plaats Zevenhuizen telt 17 inschrijvingen in het rijksmonumentenregister. Zie Lijst van rijksmonumenten in Zevenhuizen (Zuidplas) voor een overzicht.
Alblasserdam ·
Albrandswaard ·
Alphen aan den Rijn ·
Barendrecht ·
Bodegraven-Reeuwijk ·
Capelle aan den IJssel ·
Delft ·
Den Haag ·
Dordrecht ·
Goeree-Overflakkee ·
Gorinchem ·
Gouda ·
Hardinxveld-Giessendam ·
Hendrik-Ido-Ambacht ·
Hillegom ·
Hoeksche Waard‎ ·
Kaag en Braassem ·
Katwijk ·
Krimpen aan den IJssel ·
Krimpenerwaard ·
Lansingerland ·
Leiden ·
Leiderdorp ·
Leidschendam-Voorburg ·
Lisse ·
Maassluis ·
Midden-Delfland ·
Molenlanden ·
Nieuwkoop ·
Nissewaard ·
Noordwijk ·
Oegstgeest ·
Papendrecht ·
Pijnacker-Nootdorp ·
Ridderkerk ·
Rijswijk ·
Rotterdam ·
Schiedam ·
Sliedrecht ·
Teylingen ·
Vlaardingen ·
Voorne aan Zee ·
Voorschoten ·
Waddinxveen ·
Wassenaar ·
Westland ·
Zoetermeer ·
Zoeterwoude ·
Zuidplas ·
Zwijndrecht